# 이학주 (프로게이머)
이학주(1986년 10월 26일~ )은 대한민국의 전직 스타크래프트 프로게이머, 코치이다. dOnGraE[S.G]라는 아이디를 사용하며, 종족은 테란이다. 2004년 Plus(전 화승 OZ)에 입단하며 프로게이머 생활을 시작했다.
08-09 시즌까지 화승 OZ의 주장자리를 계속 지키고 있었다. 2009년 9월 28일 화승 OZ의 플레잉 코치로 승격되었다. 2010년 6월 프로리그 로스터에서 제외되면서 팀에서 나오게 되어 은퇴하였다.
PC방 예선에서는 엄청나게 뛰어난 기량을 내뿜어서 PC방의최연성, 최연성의 별명인 이중이를 빗댄 피중이 등으로 불린다. 정찰을 위해 배럭을 올리는 순간마다 적 병력의 침투를 자주 허용하여 자동문테란으로 불리기도 한다.

## 수상 경력
- 제 2회 경남신문배 게임대전 우승
- 제 9회 커리지 매치 입상
- 신한은행 스타리그 시즌3 24강
- 2007 서울 국제 e스포츠 페스티벌 스타크래프트 256강전 16강
- 인크루트 스타리그 2008 36강
- 클럽데이 온라인 MSL 32강

## 자동문 사건
2006-12-02 SKY 프로리그 2006 후기리그 르까프 VS Pantech 1세트 손영훈(P)과의 경기에서 정찰을 하려고 배럭을 띄우고 SCV를 정찰 보내려는 순간에 절묘하게 적 병력이 본진에 난입하게 된다. 이 실수로 이학주는 큰 피해를 입으며 패배하였으며 마치 배럭이 적 병력이 오면 자동으로 열리는 자동문과 비슷하다고 하여 이학주를 자동문테란으로 부르게 된다. 이후 이와 같은 상황을 자주 연출하면서 이러한 별명을 굳히게 되었다.